# Integrated Digital Television
En integrerad digital television (IDTV eller iDTV) är en TV med inbyggd digitalbox, för något eller några sändningssystem såsom DVB-T, DVB-S, DVB-C, DMB-T / H, ATSC eller ISDB.  De flesta av dem kan också ta emot analoga signaler (PAL, SECAM eller NTSC).  Det gör att nödvänligheten av en separat digitalbox för att kunna se på TV försvinner.
Många iDTVs saknar dock möjligheten att visa betal-TV, och som ett resultat är många av dem utrustade med en Common Interface-slot (CI) som man stoppar en CA-modul med sitt programkort i.  De kan också omfatta möjlighet för andra funktioner i en digital-TV "plattform" såsom kapacitet för att erbjuda interaktiv television och stöd för någon form av returkanal för att kunna skicka signaler tillbaks till innehållsleverantören.  Några få iDTVs har stöd för Personal Video Recorder (PVR), som gör det möjligt att spela in sändningar och som tar bort behovet av en fristående PVR-inspelare, som i sin tur eventuellt kan kräva sin egen digitalbox.